# Dacetinops cibdelus
Dacetinops cibdelus är en myrart som beskrevs av Brown och Wilson 1957. Dacetinops cibdelus ingår i släktet Dacetinops och familjen myror. Inga underarter finns listade i Catalogue of Life.

## Bildgalleri

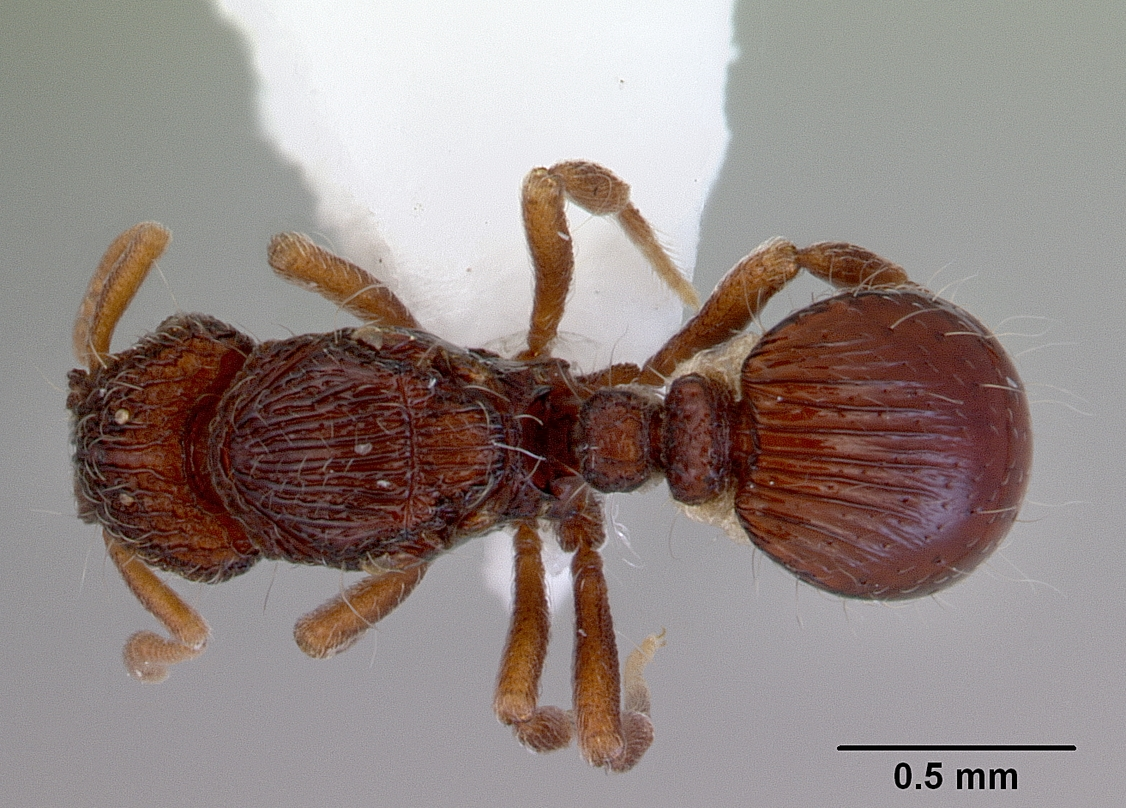
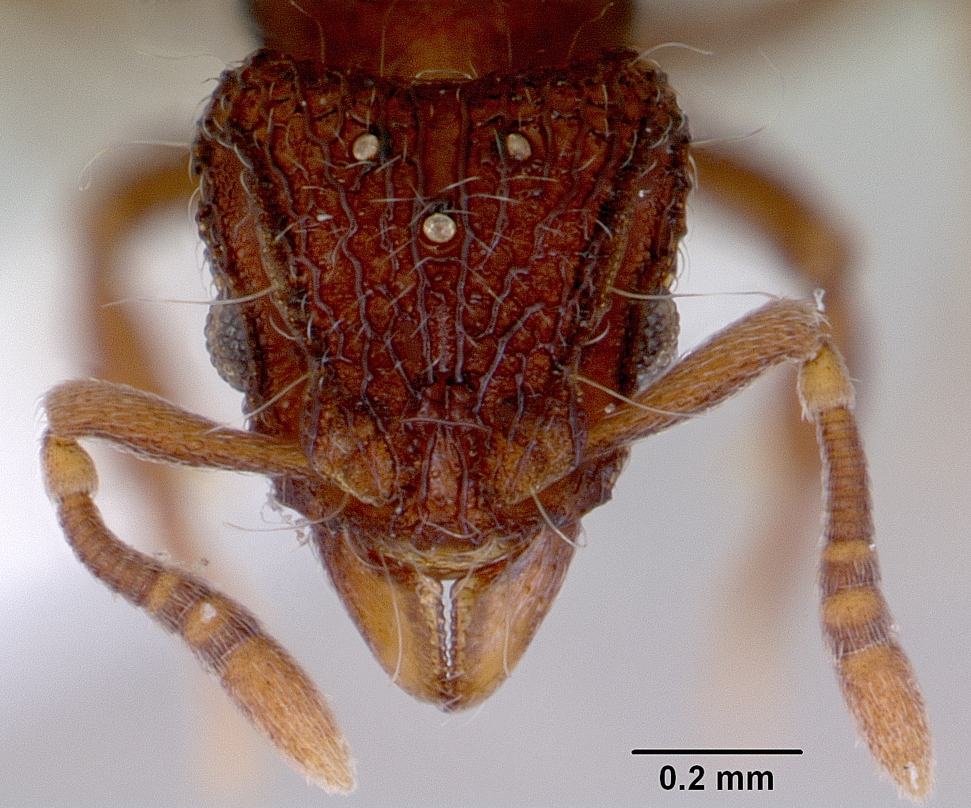
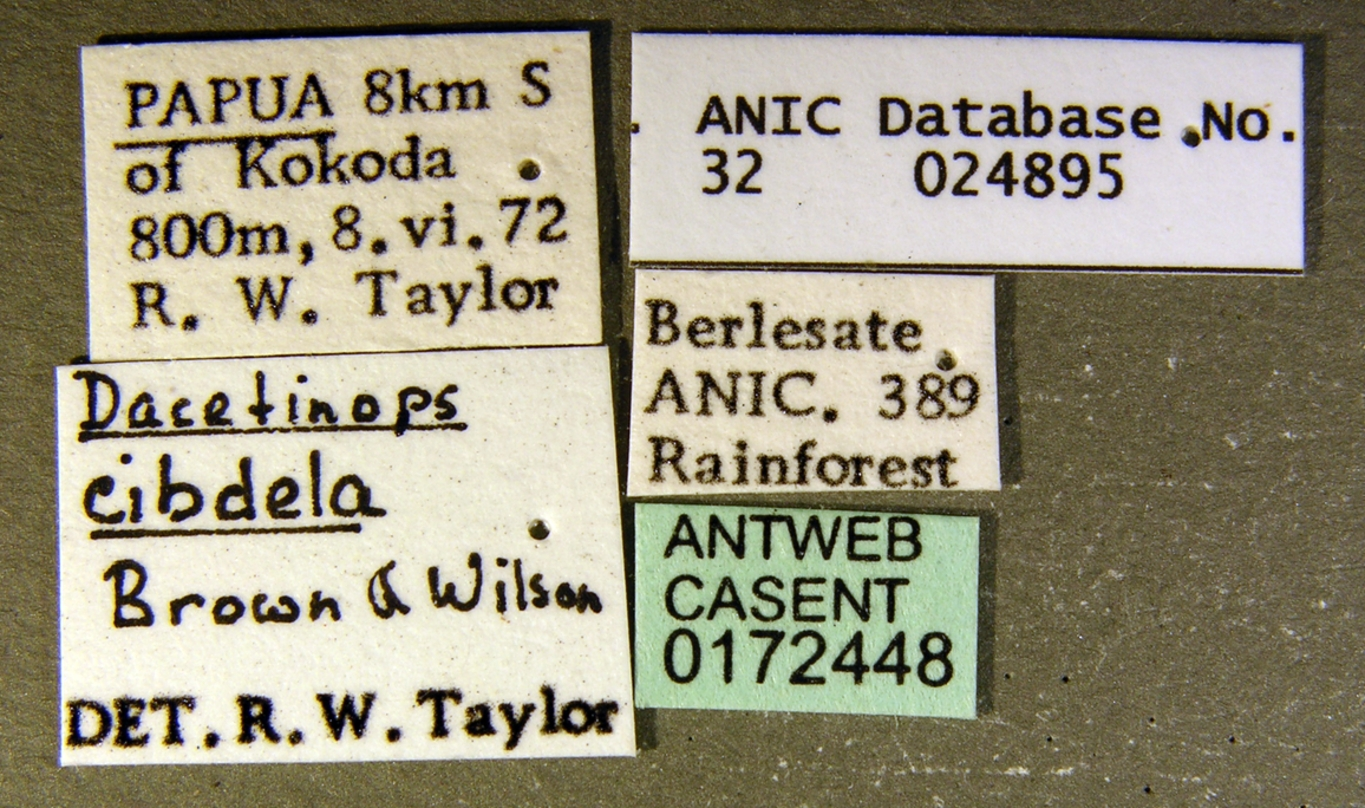
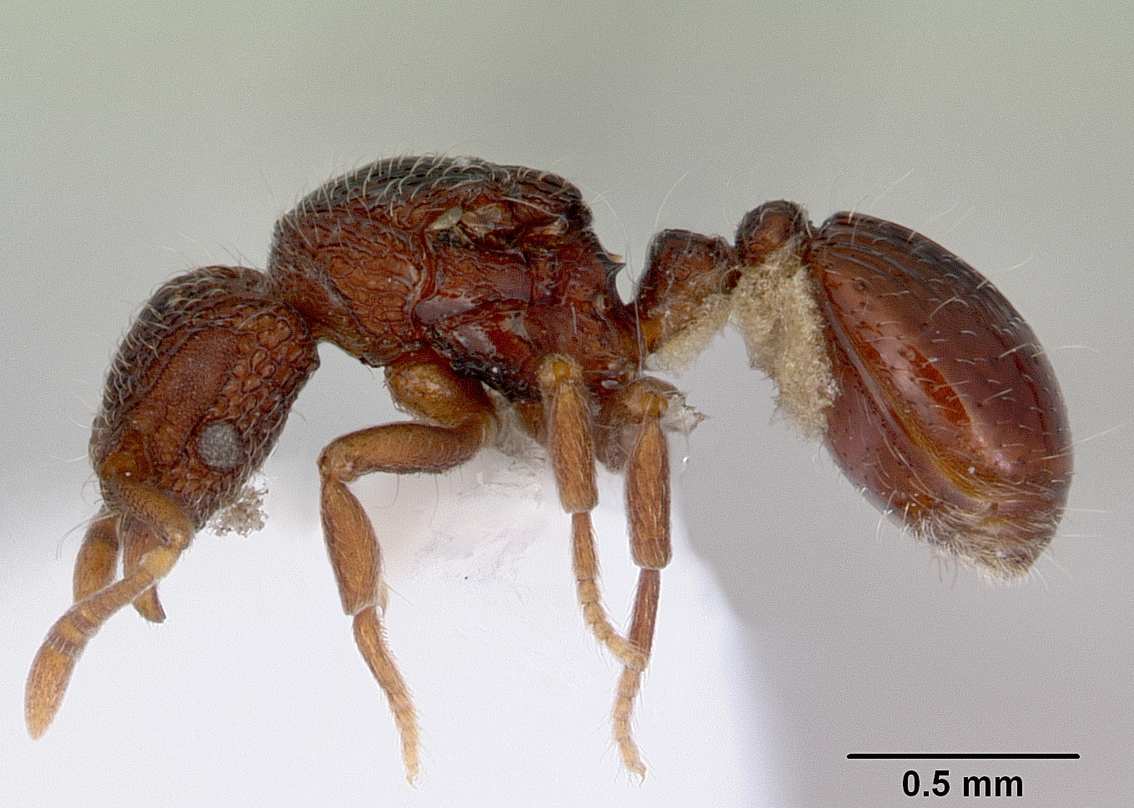
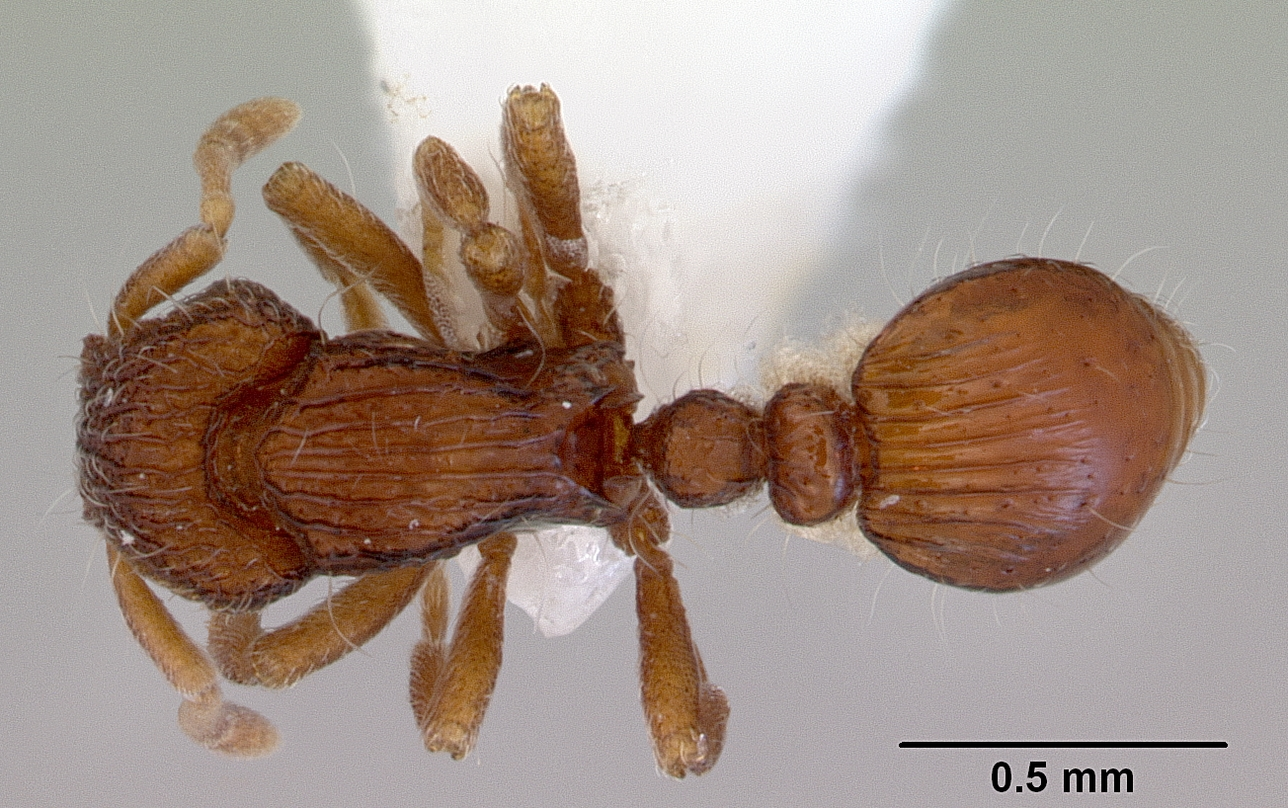
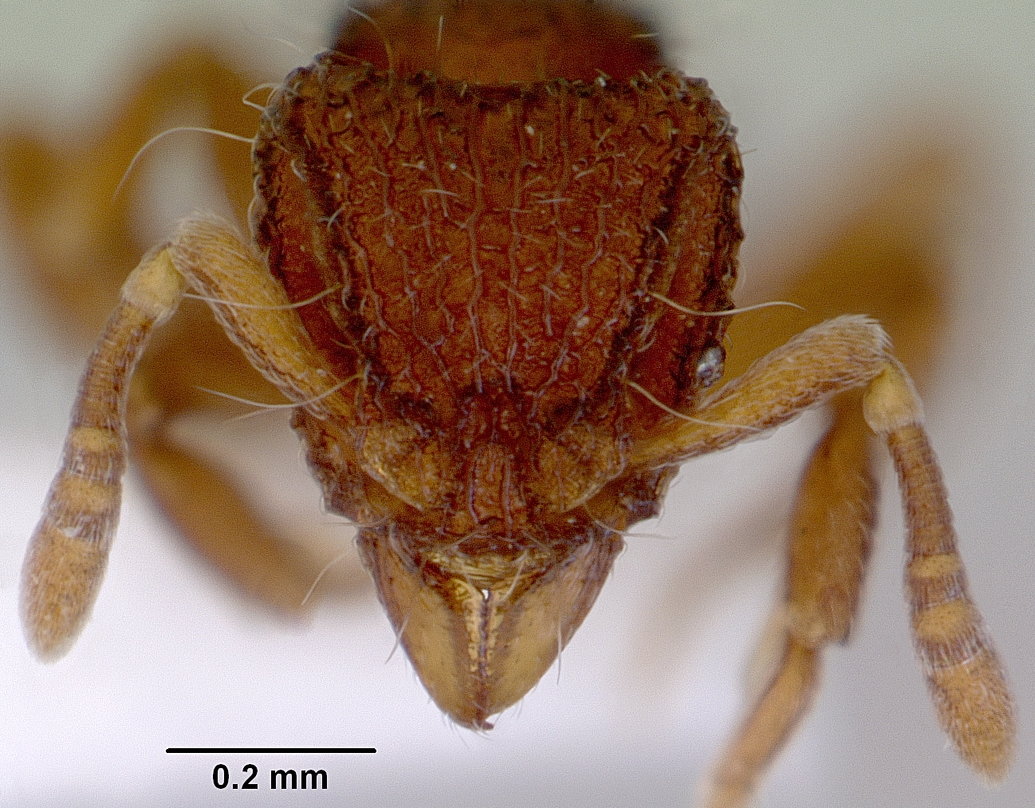